# External Data Representation
XDR (acrónimo de eXternal Data Representation) es un protocolo de presentación de datos, según el Modelo OSI. Permite la transferencia de datos entre máquinas de diferentes arquitecturas y sistemas operativos. Trabaja al nivel de ordenamiento de byte, códigos de caracteres y sintaxis de estructura de datos (muy similar a la de C) para servir a este propósito. Fue creado para ser utilizado con el protocolo de sesión ONC RPC (llamadas a procedimiento remoto de Sun Microsystems).
El sistema de archivos distribuido NFS utiliza XDR como un lenguaje de descripción de datos, para el intercambio de datos, el cual es utilizado con las llamadas a procedimiento remoto ONC RPC.
El estándar de XDR está definido en el RFC 4506 ( RFC 1014 y RFC 1832 obsoletos).

## Estructura de Datos

### Bloque básico de datos
El tamaño de los datos es un múltiplo de cuatro bytes. Si el tamaño de los datos no son múltiplos de cuatro bytes, se completan con una cantidad extra bytes con su contenido nulo, como muestra la figura:
| (MSB)       |        |           |             |             |         | (LSB)       |
| byte 0      | byte 1 | . . .     | byte (n-1)  | 0           | . . .   | 0           |
| «---------- | n      | bytes     | ----------» | «---------- | r bytes | ----------» |
| «---------- |        | ( n + r ) | bytes       | (múltiplo   | de 4)   | ----------» |

### Tipos de datos
- Entero: 4 bytes.

| (MSB)       |        |        | (LSB)       |
| byte 0      | byte 1 | byte 2 | byte 3      |
| «---------- | 32     | bits   | ----------» |

- Entero sin signo: 4 bytes.
- Enumeración: 4 bytes.
- Booleano: 4 bytes.
- Hiper entero e Hiper entero sin signo: 8 bytes.

| (MSB)       |        |        |        |        |        |        | (LSB)       |
| byte 0      | byte 1 | byte 2 | byte 3 | byte 4 | byte 5 | byte 6 | byte 7      |
| «---------- |        |        | 64     | bits   |        |        | ----------» |

- Punto flotante: 4 bytes.
- Punto flotante doble precisión: 8 bytes.
- Punto flotante cuádruple precisión: 16 bytes.
- Opaco de longitud fija: se fija una longitud n, cualquiera, la cantidad de bytes es n+r, donde n+r es múltiplo de cuatro.
- Opaco de longitud variable
- Cadena
- Matriz de longitud fija
- Matriz de longitud variable
- Estructura
- Unión discriminada
- Vacío
- Constante
- Definición de tipos

## Descripción de datos XDR
El lenguaje XDR de descripción de datos luce similar a las descripciones de datos en C, según la especificación RFC4506, como se observa en el siguiente ejemplo :
```
         
const
 
MAXUSERNAME
 
=
 
32
;
     
/* long. máxima de nombre de usuario   */

         
const
 
MAXFILELEN
 
=
 
65535
;
   
/* long. máxima de un archivo          */

         
const
 
MAXNAMELEN
 
=
 
255
;
     
/* long. máxima de un mobre de archivo */

         
/*

          * Tipos de archivos:

          */

         
enum
 
filekind
 
{

            
TEXT
 
=
 
0
,
       
/* datos ascii */

            
DATA
 
=
 
1
,
       
/* datos raw   */

            
EXEC
 
=
 
2
        
/* ejecutable  */

         
};

         
/*

          * Información de archivo, por clase de archivo:

          */

         
union
 
filetype
 
switch
 
(
filekind
 
kind
)
 
{

         
case
 
TEXT
:

            
void
;
                           
/* no hay información extra */

         
case
 
DATA
:

            
string
 
creator
<
MAXNAMELEN
>
;
     
/* creador de datos         */

         
case
 
EXEC
:

            
string
 
interpretor
<
MAXNAMELEN
>
;
 
/* interprete de programas  */

         
};

         
/*

          * Un archivo completo:

          */

         
struct
 
file
 
{

            
string
 
filename
<
MAXNAMELEN
>
;
 
/* nombre de un archivo           */

            
filetype
 
type
;
               
/* información acerca del archivo */

            
string
 
owner
<
MAXUSERNAME
>
;
   
/* dueño del archivo              */

            
opaque
 
data
<
MAXFILELEN
>
;
     
/* datos del archivo              */

         
};

```